# Beaumont–Adams revolver
Pour les articles homonymes, voir Beaumont et Adams.
Le revolver Beaumont-Adams est un revolver à poudre noire, à double action et à percussion. Adopté à l'origine par l'armée britannique en calibre .442 (54 calibres, 11,2 mm) en 1856, il fut remplacé comme arme de service britannique en 1880 par le revolver Enfield (en) Mk I de calibre .476 (11,6 mm).

## Histoire
Le 20 février 1856, le lieutenant Frederick EB Beaumont des Royal Engineers obtient un brevet britannique pour des améliorations qui permettent au revolver Adams d'être armé et tiré soit en simple action ou en double action. Beaumont obtient un brevet américain (no 15 032) le 3 juin de la même année.

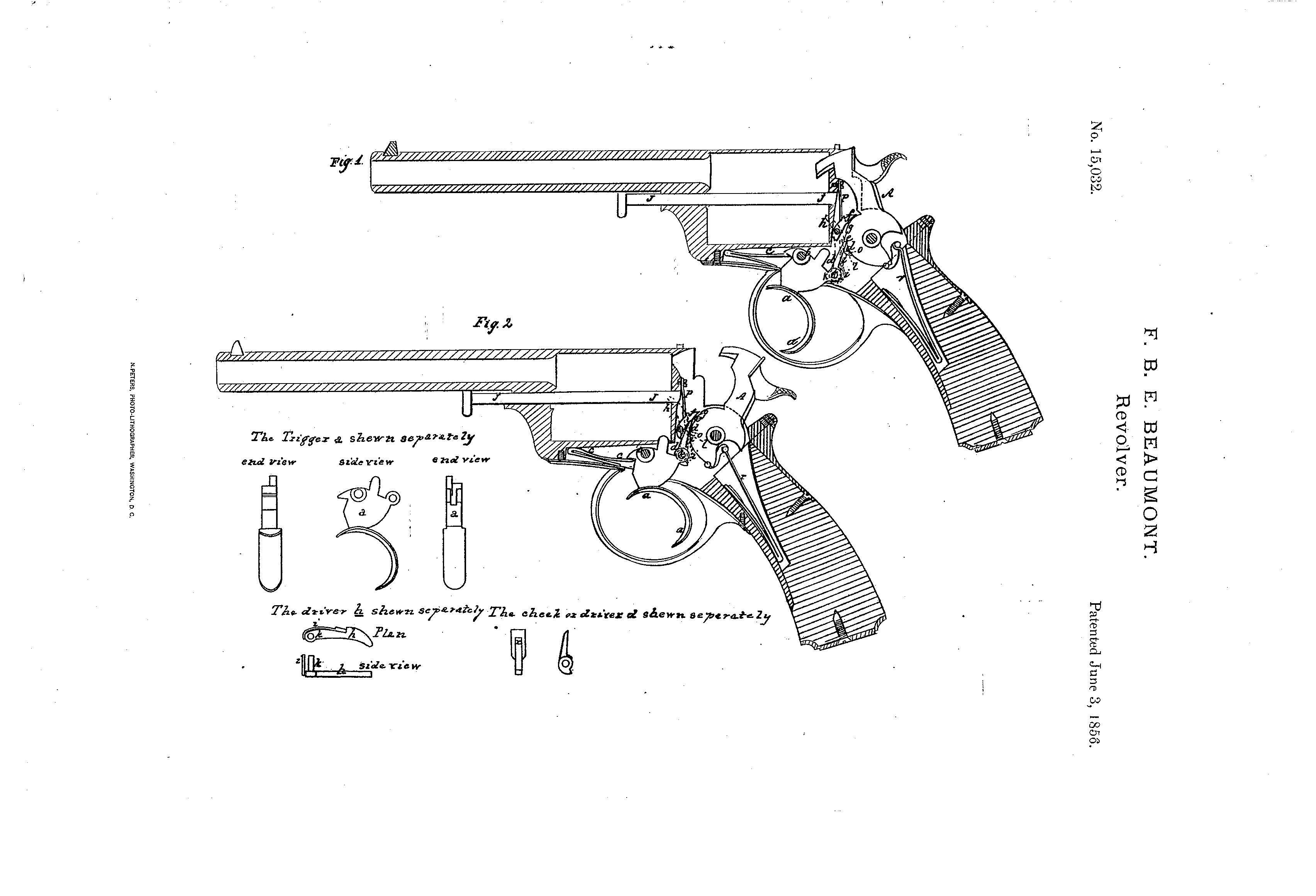
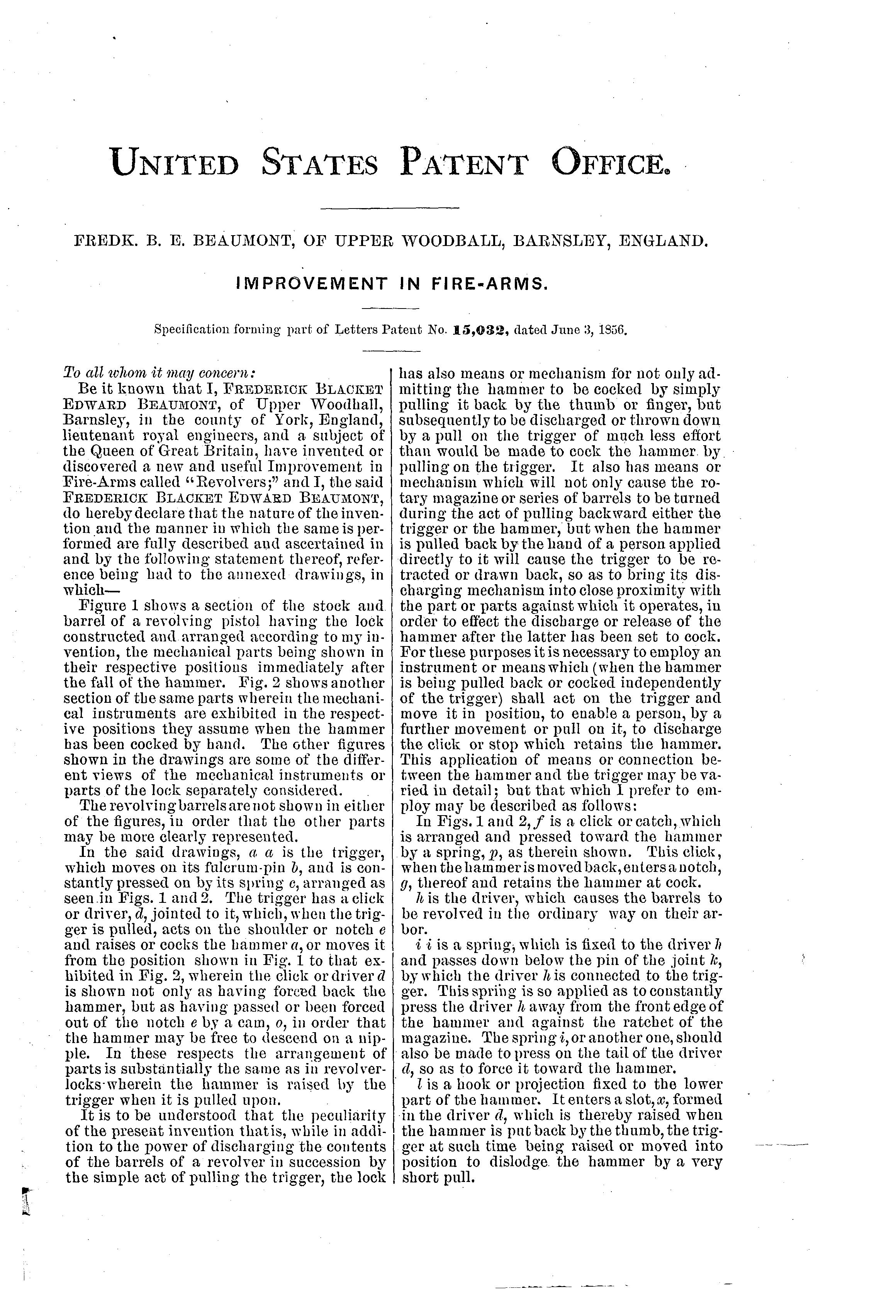
brevet de 1856
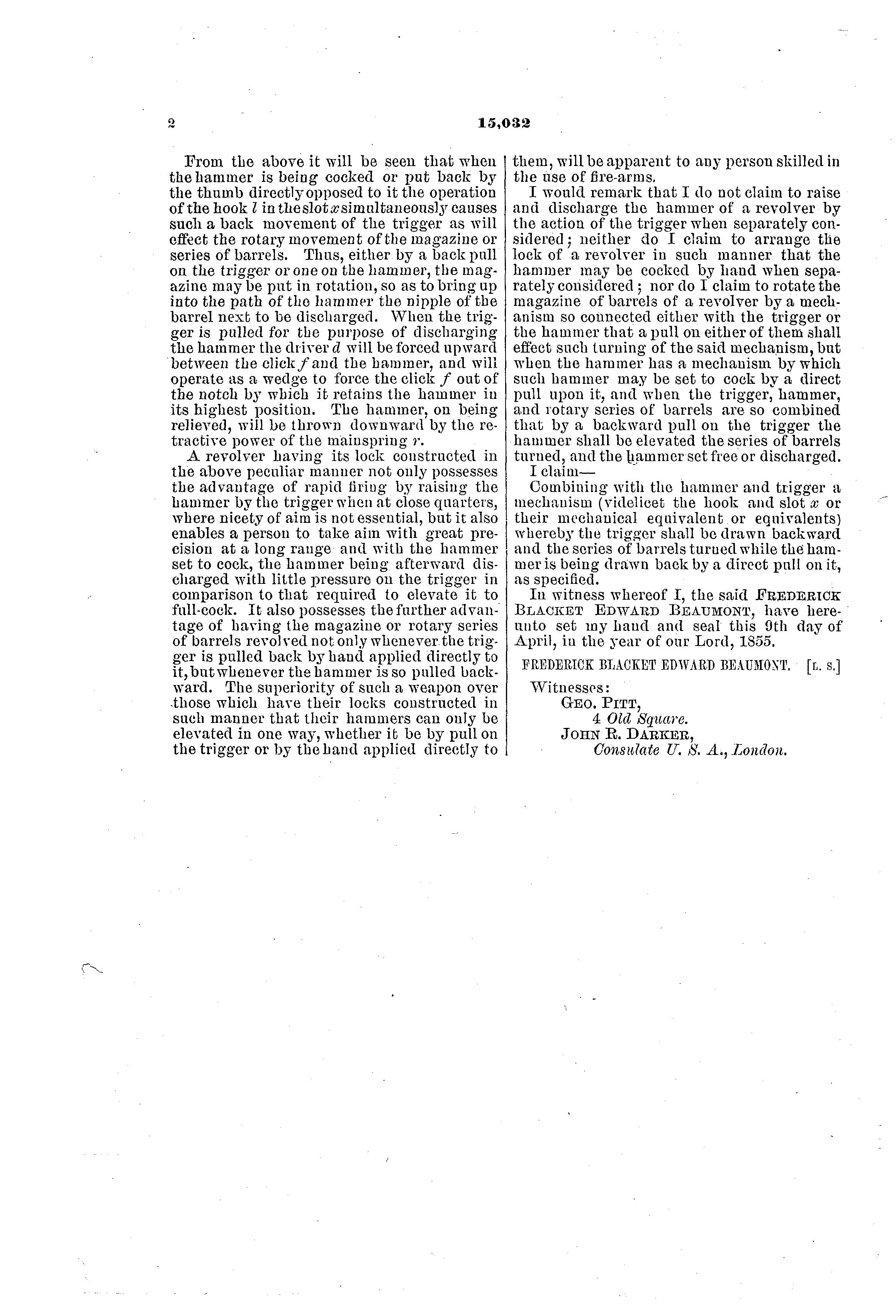
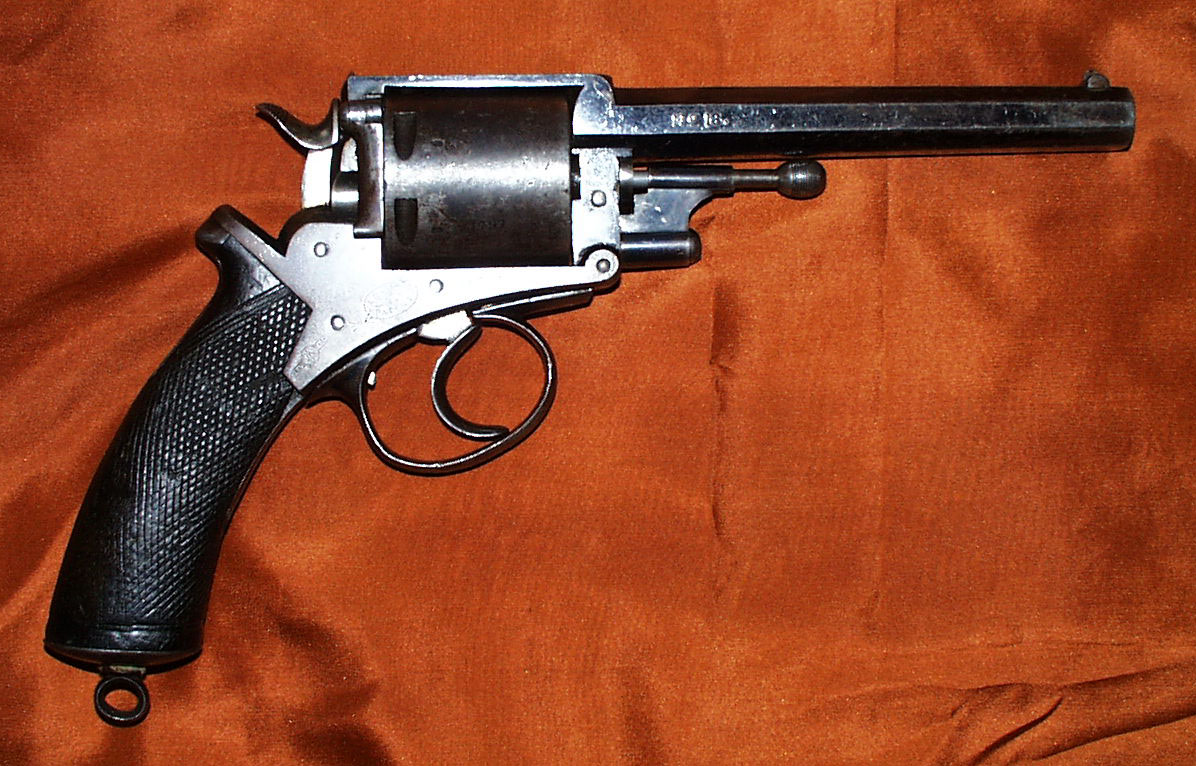
British Army Mark III, Modèle 1872

À cette époque, il y avait une concurrence entre Adams et Colt, qui augmentait rapidement ses ventes au Royaume-Uni et avait ouvert une usine londonienne en concurrence avec le commerce des armes à feu britannique, fabriquant des armes à feu avec des pièces interchangeables. Les anciens revolvers Adams 1851 et 1854 étaient à double action. Le revolver Adams était préféré par les officiers britanniques pendant la guerre de Crimée et les conflits coloniaux en raison de la puissance d'arrêt de son calibre 54 (.442 cal) (par rapport à leur principal concurrent, les plus petits revolvers Colt Navy de calibre .36), et la vitesse de l'action d'armement de la gâchette Adams lors des combats rapprochés (par rapport à la simple action Colt plus encombrante).
En partenariat avec George et John Deane, la société Deane, Adams & Deane produit le nouveau revolver dans différents calibres et tailles, des pistolets de poche aux grandes versions militaires. Le Royaume-Uni a officiellement adopté le Beaumont-Adams de calibre 54 (calibre .442) en 1856, la Hollande et la Russie ont suivi peu de temps après. Pour répondre à la demande croissante de ses armes, Deane, Adams & Deane a engagé des sociétés à Birmingham et à Liège pour fabriquer leurs armes sous licence. Le nouveau revolver a donné à Robert Adams un avantage concurrentiel et Samuel Colt a fermé son usine de Londres en raison d'une baisse des ventes.
Aux États-Unis, la Massachusetts Arms Company a été autorisée à fabriquer environ 19 000 exemplaires du revolver de calibre .36, dont environ 1 750 ont été achetés par l'armée de l'Union au début de la guerre de sécession. Ils ont également fabriqué une version de poche en calibre .32.
En 1867, le frère de Robert Adams, John Adams, a breveté un revolver à chargement par la culasse qui a été adopté par le gouvernement britannique à la place du Beaumont-Adams. C'était un pistolet à cadre solide à six chambres, de calibre .450. Après l'acceptation officielle de son pistolet, Adams a quitté la London Armory Company et a créé sa propre usine, la Adams Patent Small Arms Company. Son pistolet a été fabriqué en trois variantes distinctes (différences liées principalement aux méthodes d'éjection des cartouches usagées) entre 1867 et 1880 environ. Les modèles ont été testés et adoptés par l'armée et la marine britanniques, le dernier, le M1872 Mark III, étant le plus utilisé.
Le revolver John Adams est resté l'arme de poing officielle de l'armée britannique jusqu'à son remplacement par l'Enfield Mark I en 1880.